# Hétkopoltyús tehéncápa
A hétkopoltyús tehéncápa (Notorynchus cepedianus) a porcos halak (Chondrichthyes) osztályának szürkecápa-alakúak (Hexanchiformes) rendjébe, ezen belül a szürkecápafélék (Hexanchidae) családjába tartozó faj.
Nemének a típusfaja és egyben az egyetlen élő faja is.

## Előfordulása
A Föld számos trópusi és mérsékelt övi tengerében fellelhető; kivételt képeznek az Észak-Atlanti-óceán és a Földközi-tenger. Az Atlanti-óceán délnyugati részén, vagyis Brazília és Argentína tengervizeiben, valamint ugyanez óceán délkeleti részén, azaz Namíbiától egészen a Dél-afrikai Köztársasághoz tartozó East Londonig megtalálható ez a cápafaj. A Csendes-óceánban Japántól Új-Zélandig, és a kanadai Brit Columbiától Chiléig található meg. Az indiai előfordulása talán hibás adatokon alapul.

## Megjelenése
Az átlagos testhossza 150 centiméter, de akár 300 centiméteresre is megnőhet; 192-208 centiméteresen felnőttnek számít. A legnehezebb kifogott példány 107 kilogrammos volt. Nagytestű és széles fejű cápafaj, melynek tompa az orra és tömzsi a testalkata. A hátuszonya a testéhez képest eléggé kicsi; a farok alatti uszonya ennél is kisebb. A fogainak számozása: 15-16/13. A háti részének színe a vörösesbarnától az ezüstös-szürkéig vagy az olajbarnáig változik. Az alapszínen számos fekete folt látható. A hasi része krémszínű. 123-157 csigolyája van.

## Életmódja
Ezt a cápát az emberre potenciálisan veszélyesnek tartják. Főleg csontos és porcos halakkal táplálkozik, de ha lehetősége van mindent felfal. A dögöket sem veti meg. Éjszaka különösen aktív. Főleg szubtrópusi cápafaj, mely a 17 °C-os vízhőmérsékletet kedveli. 0-570 méteres mélységek között mozog, de általában 80 méter mélyen tartózkodik. A kontinentális selfterületek és a vízalatti sziklaszirt oldalak lakója.
A legidősebb kifogott példányt 49 évesre becsülték.

## Szaporodása
Ál-elevenszülő cápafaj, vagyis kölykei a méhében kelnek ki. A nőstény testében 82-95 kis cápa is lehet. A vemhesség, körülbelül 12 hónapig tart. A megfigyelések szerint kétévente párosodik. Az újszülött hétkopoltyús tehéncápa 40-53 centiméter hosszú.

## Felhasználása
A hétkopoltyús tehéncápának ipari mértékű a halászata. A húsa fogyasztható, a bőre a bőriparban hasznosítható és a májából vitaminokat készítenek. A sporthorgászok is kedvelik. A városi akváriumok részére is fognak be belőle.

## Képek

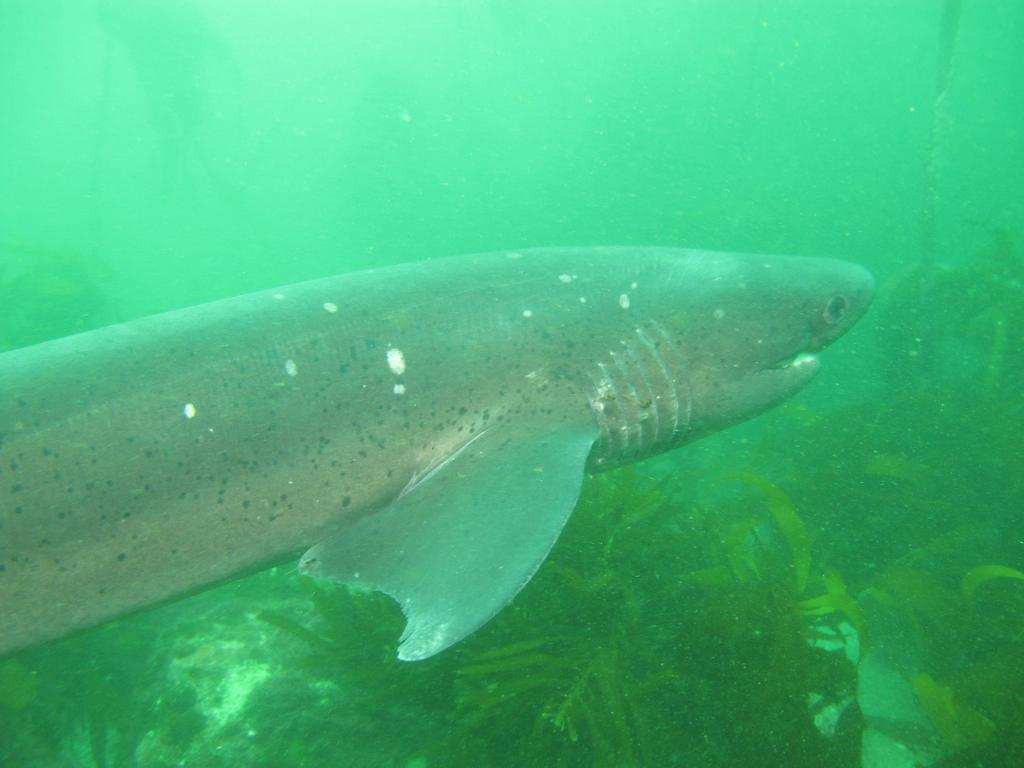
A szabad
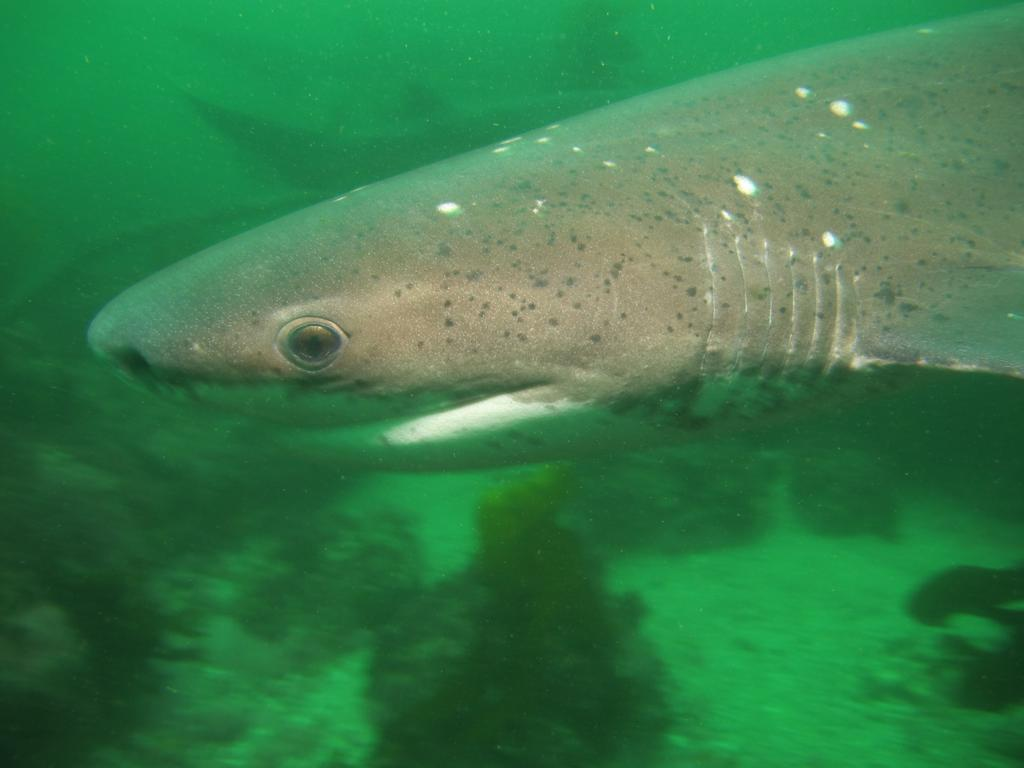
természetben
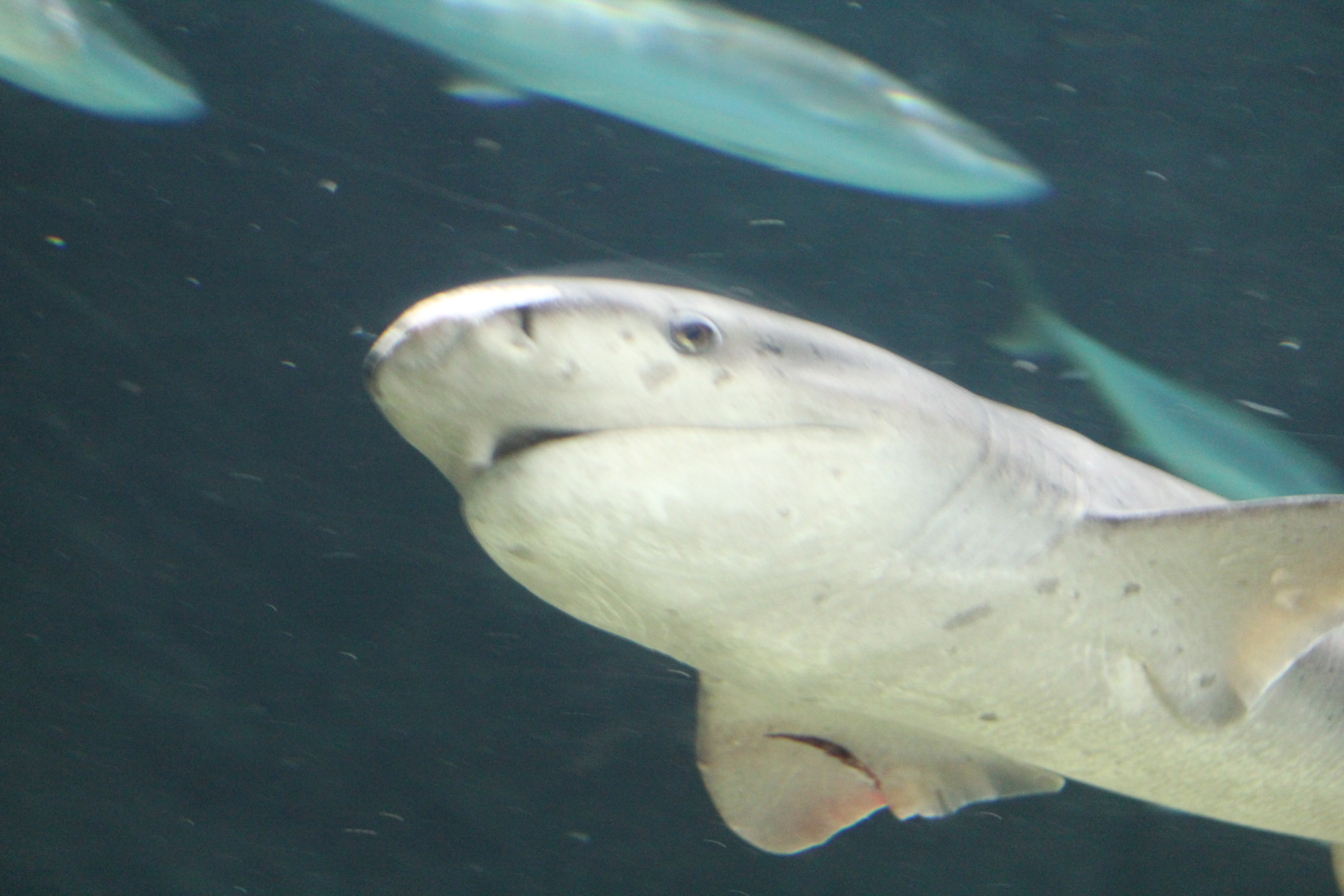
Akváriumi
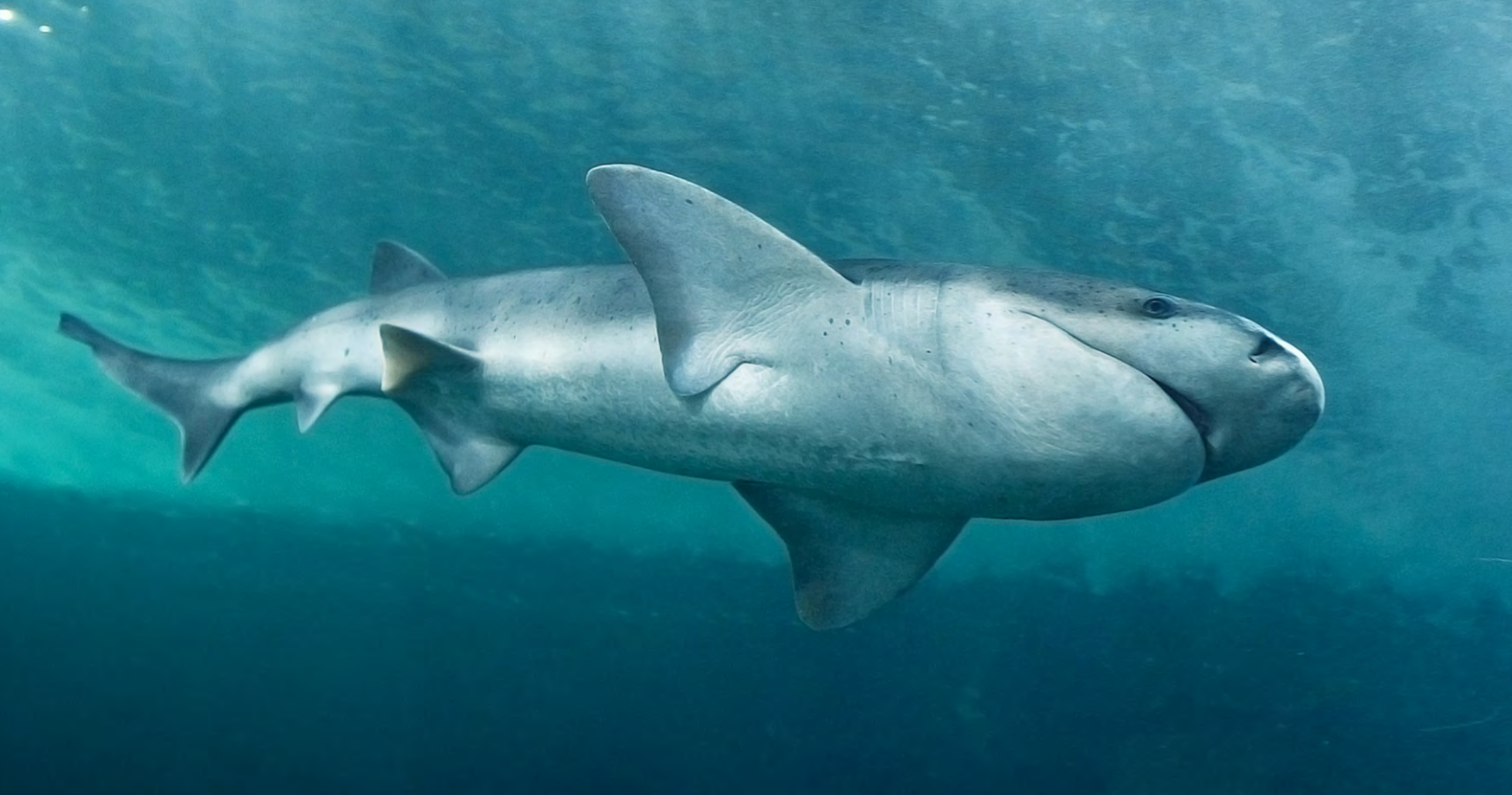
példányok
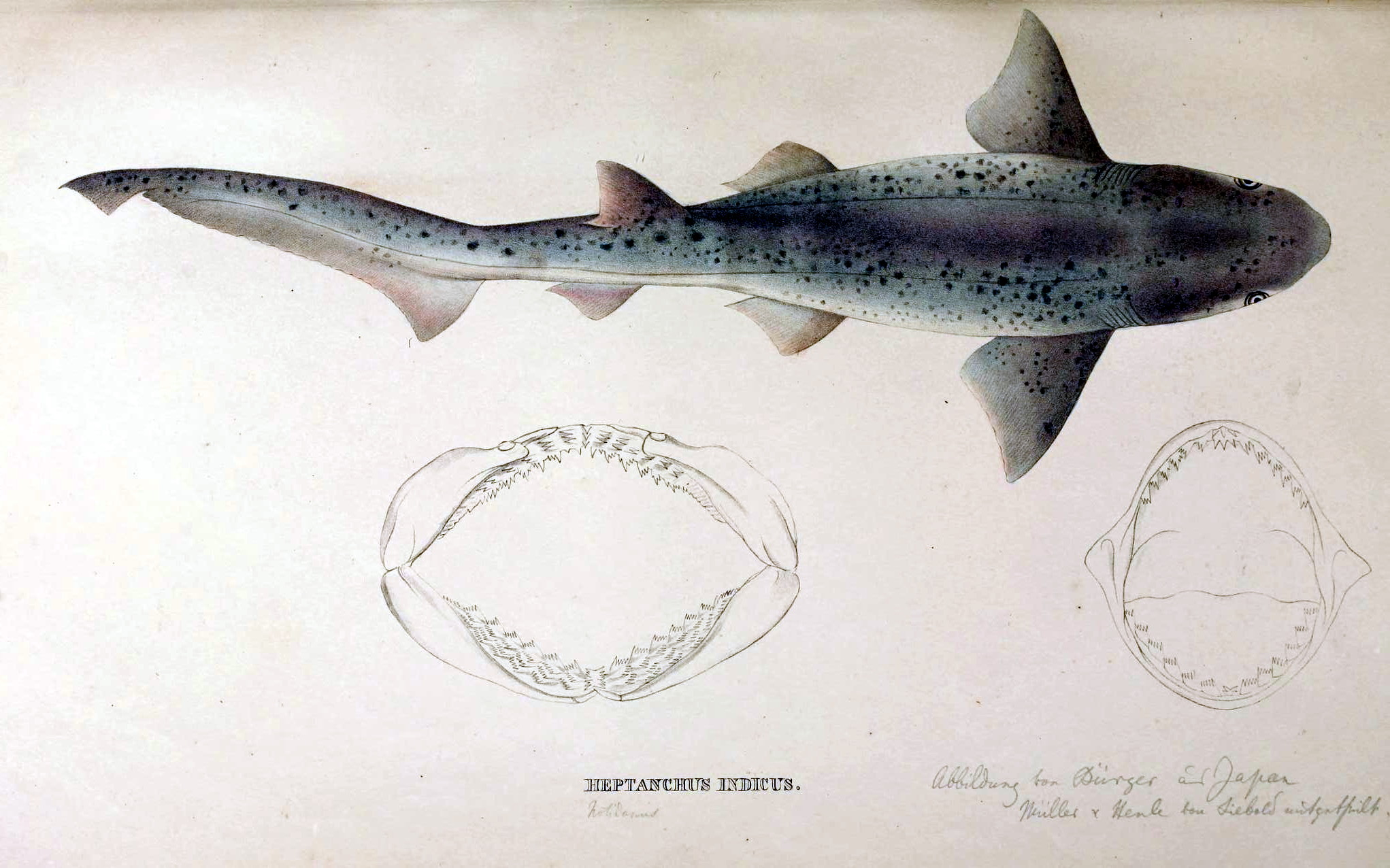
Rajz a halról és annak testrészeiről